# Ma đạo tổ sư (hoạt hình)
Ma đạo tổ sư (tiếng Trung: 魔道祖师) là một bộ phim hoạt hình mang chủ đề tiên hiệp được chuyển thể từ tiểu thuyết cùng tên của tiểu thuyết gia Mặc Hương Đồng Khứu, được sản xuất bởi Tencent Penguin Pictures và G.C May Pictures (đều thuộc Tencent Pictures).
Ma đạo tổ sư đã phát hành được hai phần và đều được Tencent Video độc quyền phát hành, phần đầu tiên "Tiền trần thiên" được phát hành vào năm 2018, phần thứ hai "Tiện Vân thiên" được phát hành vào năm 2019.

## Nội dung
Ôn thị hoành hành, trăm họ lầm than, giang hồ tiên môn phát động "Xạ nhật chi chinh", hợp lực thảo phạt Ôn thị. "Di Lăng lão tổ" Ngụy Vô Tiện tuy có công trong công cuộc lật đổ Ôn thị, song bởi quá mạnh mẽ mà bị nghi kỵ, bị sư đệ dẫn người tận diệt hang ổ. Mười ba năm sau, Ngụy Vô Tiện nhân có người hiến xác mà quay trở lại thế gian, gặp lại tình cũ Lam Vong Cơ, mà trong lúc đó giang hồ tưởng đã yên ổn lại lộ ra nguy cơ bốn phía.

## Nhân vật
| Nhân vật           | Lồng tiếng             | Tóm tắt                                                                                             |
| ------------------ | ---------------------- | --------------------------------------------------------------------------------------------------- |
| Nhân vật chính     |                        | |
| Ngụy Anh           | Trương Kiệt            | tự Vô Tiện, hiệu Di Lăng lão tổ. con trai của Ngụy Trường Trạch và Tàng Sắc tán nhân. Ma đạo tổ sư. |
| Lam Trạm           | Biên Giang             | tự Vong Cơ, hiệu Hàm Quang quân. xuất thân Cô Tô Lam thị.                                           |
| Vân Mộng Giang thị |                        | |
| Giang Trừng        | Quách Hạo Nhiên        | tự Vãn Ngâm, hiệu Tam Độc thánh thủ tông chủ hiện tại.                                              |
| Giang Yếm Ly       | Lý Thi Manh            | là tỷ tỷ của Giang Trừng và Ngụy Anh.                                                               |
| Giang Phong Miên   | Thang Thủy Vũ          | là phụ thân của Giang Yếm Ly và Giang Trừng cựu tông chủ.                                           |
| Ngu Tử Diên        | Quý Quan Lâm           | hiệu Tử Tri Chu vợ Giang Phong Miên.                                                                |
| Cô Tô Lam thị      |                        | |
| Lam Hoán           | Kim Huyền              | tự Hi Thần, hiệu Trạch Vu quân là một người ấm áp, dịu dàng, đẹp trai, tốt bụng.                    |
| Lam Nguyện         | Trần Trương Thái Khang | tự Tư Truy. là một đứa trẻ từng mang họ Ôn, hậu bối Làm gia                                         |
| Lam Cảnh Nghi      | Vương Thần Quang       | hậu bối Lam gia, tính cách vô tình có phần giống Ngụy Vô Tiện                                       |
| Lam Khải Nhân      | Lưu Tông               | là một người cau có.                                                                                |
| Lan Lăng Kim thị   |                        | |
| Kim Quang Dao      | Dương Thiên Tường      | hiệu Liễm Phương Tôn.                                                                               |
| Kim Quang Thiện    |                        | Người đứng đầu Kim thị.                                                                             |
| Kim Tử Hiên        | Cốc Giang Sơn          | cha Kim Lăng.                                                                                       |
| Kim Lăng           | Tô Thượng Khanh        | tự Như Lan là một người kiêu ngạo.                                                                  |
| Kỳ Sơn Ôn thị      |                        | |
| Ôn Nhược Hàn       |                        | cầm đầu Ôn thị.                                                                                     |
| Ôn Ninh            | Thiệu Đồng             | tự Quỳnh Lâm, hiệu Quỷ Tướng quân là một người tốt bụng.                                            |
| Ôn Tình            | Kiều Thi Ngữ           | chị Ôn Ninh.                                                                                        |
| Thanh Hà Nhiếp thị |                        | |
| Nhiếp Hoài Tang    | Lưu Tam Mộc            | cầm đầu Nhiếp thị.                                                                                  |
| Nhiếp Minh Quyết   |                        | Đại ca của Nhiếp Hoài Tang.                                                                         |

## Âm nhạc
| STT | Nhan đề                                              | Phổ lời              | Phổ nhạc                  | Ca sĩ                    | Thời lượng |
| --- | ---------------------------------------------------- | -------------------- | ------------------------- | ------------------------ | ---------- |
| 1.  | "Túy mộng tiền trần" (Nhạc dạo mở đầu)               | Tôn Ngọc Kính        | Tôn Ngọc Kính             | Lâm Chí Huyễn            | 04:31      |
| 2.  | "Vấn cầm" (Nhạc kết (mùa 1; tập 1-8, 14-15))         | Tôn Ngọc Kính        | Tôn Ngọc Kính, Phùng Thạc | Ngân Lâm                 | 03:16      |
| 3.  | "Bất tiện" (Nhạc kết (mùa 1; tập 9-13))              | Miêu Bách Dương      | Hà Lượng                  | S.I.N.G                  | 04:28      |
| 4.  | "Thiếu niên như cố" (Nhạc kết (mùa 2))               | Trừng Nhất, Hà Tư Vi | Lâm Hải                   | R1SE                     | 04:20      |
| 5.  | "Tiện Vân" (Bài hát chủ đề của Ngụy Anh và Lam Trạm) | Tôn Ngọc Kính        | Tôn Ngọc Kính             | Hita                     | 03:00      |
| 6.  | "Túy mộng tiền trần"                                 | Tôn Ngọc Kính        | Tôn Ngọc Kính             | Trương Kiệt & Bian Jiang | 04:31      |

## Đánh giá
Trong vòng 3 tháng sau khi phát hành tập đầu tiên, bộ phim đã có hơn 1,7 tỷ lượt xem trên Tencent Video. Hiện tại bộ phim đã được Tencent Video phát hành tại các khu vực ngoài Trung Quốc, được MyAnimeList đánh giá là bộ phim hoạt hình anime tốt nhất không do Nhật Bản sản xuất.

### Giải thưởng và đề cử
| Năm  | Giải thưởng                                                               | Hạng mục                                 | Tác phẩm     | Kết quả   | Chú thích |
| ---- | ------------------------------------------------------------------------- | ---------------------------------------- | ------------ | --------- | --------- |
| 2018 | Giải thưởng hoạt hình Kim Long (Trung Quốc) lần thứ 15                    | Loạt phim hoạt hình hay nhất (giải vàng) | Ma đạo tổ sư | Đoạt giải | [ 5 ]     |
| 2018 | Golden Bud - Liên hoan phim mạng và truyền hình lần thứ 3                 | Giải hoạt hình nổi tiếng                 | Ma đạo tổ sư | Đoạt giải | [ 6 ]     |
| 2019 | Cuộc thi hoạt hình gốc quốc tế Xi'an (Trung Quốc) lần thứ 7 Giải Xinguang | Bộ phim hoạt hình mới hay nhất           | Ma đạo tổ sư | Đoạt giải | [ 7 ]     |